# Хорватия на летних Олимпийских играх 1996
Хорватия принимала участие в Летних Олимпийских играх 1996 года в Атланте (США) в третий раз за свою историю, и завоевала одну серебряную и одну золотую медали. Сборную страны представляли 75 мужчин и 9 женщин.

## Медалисты
| Славко Голужа     | Алваро Начинович |
| Бруно Гудель      | Горан Перковац   |
| Владимир Елчич    | Изток Пуц        |
| Божидар Йович     | Златко Сарачевич |
| Ненад Кляич       | Ирфан Смайлагич  |
| Веньо Лосерт      | Валнер Франкович |
| Вальтер Матошевич | Патрик Чавар     |
| Зоран Микулич     | Владимир Шуйстер |

| Маро Балич         | Йошко Крекович     |
| Перица Букич       | Огнен Кржич        |
| Тино Вегар         | Игор Хинич         |
| Ренато Врбичич     | Дубравко Шименц    |
| Здеслав Врдоляк    | Синиша Школнекович |
| Дамир Главан       | Ратко Штритоф      |
| Вьекослав Кобешчак |                    |

## Результаты соревнований

### Академическая гребля
В следующий раунд из каждого заезда проходили несколько лучших экипажей (в зависимости от дисциплины). В финал A выходили 6 сильнейших экипажей, остальные разыгрывали места в утешительных финалах B-D.
Мужчины
| Соревнование | Спортсмены                    | Предварительный заезд | Предварительный заезд | Предварительный заезд | Отборочный заезд | Отборочный заезд | Отборочный заезд | Полуфинал | Полуфинал | Полуфинал | Финал   | Финал   | Итоговое место |
| Соревнование | Спортсмены                    | Заезд                 | Время                 | Место                 | Заезд            | Время            | Место            | Заезд     | Время     | Место     | Время   | Место   | Итоговое место |
| ------------ | ----------------------------- | --------------------- | --------------------- | --------------------- | ---------------- | ---------------- | ---------------- | --------- | --------- | --------- | ------- | ------- | -------------- |
| двойки       | Марко Банович Нинослав Сарага | 2                     | 6:54,05               | 2                     | 2                | 7:05,81          | 1 Q              | 1         | 6:55,89   | 3 QA      | Финал A | Финал A | 6              |
| двойки       | Марко Банович Нинослав Сарага | 2                     | 6:54,05               | 2                     | 2                | 7:05,81          | 1 Q              | 1         | 6:55,89   | 3 QA      | 6:30,48 | 6       | 6              |